# Алиев, Али Иманмурзаевич
Али Иманмурзаевич Алиев (7 июля 1976; Махачкала, Дагестанская АССР, РСФСР, СССР) — российский борец и тренер по вольной борьбе школы «Динамо» в Махачкале, Заслуженный тренер России (31.08.2007).

## Карьера
Работает тренером в Махачкале в спортивном обществе «Динамо». С конца 2010-х работает тренером молодёжной сборной Азербайджана. В марте 2022 года его воспитанник Магомедхан Магомедов стал чемпионом Европы.

## Известные воспитанники
- Ахмедов, Бахтияр Шахабутдинович — Олимпийский чемпион;
- Гадисов, Абдусалам Маматханович — чемпион мира;
- Магомедов, Магомедхан Магомедович — призёр Олимпийских игр, чемпион Европы;
- Курбанов, Зайнулла Максутдинович — призёр чемпионата России;
- Жабраилов, Шамхан Лукманович — участник чемпионатов мира и Европы;

## Личная жизнь
Сын тренера Иманмурзы Алиева. По национальности — кумык. Окончил физкультурный факультет Дагестанского государственного педагогического университета.

## Награды
- Медаль ордена «За заслуги перед Отечеством» II степени (18 ноября 2010 года) — за заслуги в развитии физической культуры и спорта и многолетнюю добросовестную работу[6].
- Медаль «Прогресс» (13 августа 2024 года, Азербайджан) — за высокие достижения на XXXIII Летних Олимпийских играх в Париже и заслуги в развитии азербайджанского спорта[7]